# 艾迪生 (亚拉巴马州)

艾迪生在亚拉巴马州的位置

艾迪生（Addison）是美国亚拉巴马州温斯顿县的一个城市。

## 地理
该城市的总面积为3.5平方英里。
该城市南部是渔获丰富的路易斯斯密斯湖。

## 人口统计
根据美国2000年人口普查，该城市共有723人，315户，219个家庭。